# 데즈카 마치코
데즈카 마치코(手束真知子,てづか まちこ, 1986년 2월 25일 - )는 일본 여성 아이돌 그룹 SDN48의 멤버이다. 이전에는 SKE48 팀KII 멤버였다.

## 개요
- 2002년에 한 아이돌 그룹에 데뷔했으며, 2004년에 하라다 오레이(原田桜怜)란 예명으로 솔로로 활동하였다.
- 2009년 3월에 SKE48 제2기 멤버 오디션에 합격.
- 2009년 4월에 팀KII 피로연(마에다 에이코(前田栄子)란 예명으로서 활동).
- 2009년 12월 1일에 SDN48로 이적하였다.
- 2012년 3월 31일에 NHK 홀에서 행해진 「SDN48 콘서트 「NEXT ENCORE」 in NHK 홀」를 기해 SDN48를 졸업하였다.